# Arisphinctes
Arisphinctes – rodzaj głowonogów z podgromady amonitów.
Żył w okresie jury (oksford).